# Close Combat : Invasion Normandie
Close Combat: Invasion Normandie (Close Combat: Invasion Normandy - Utah Beach to Cherbourg en version originale) est un jeu vidéo de type wargame tactique en temps réel développé par Atomic Games et publié par Mindscape / Strategic Simulations en 2000 sur PC. Il est le cinquième volet de la série Close Combat. Comme ses prédécesseurs, le jeu se déroule pendant la Seconde Guerre mondiale. Il simule la bataille de Normandie, du débarquement en Normandie du 6 juin 1944 jusqu'à la libération de Cherbourg le 30 juin. Le jeu propose différents types de scénarios dont une quarantaine de bataille, sept opérations et quatre campagnes. Contrairement à ses prédécesseurs, il bénéficie en plus d'un éditeur de scénario qui permet au joueur de créer ses propres batailles et campagnes en définissant le lieu de l'affrontement, les forces en présence et leurs objectifs.

## Accueil
| Close Combat: Invasion Normandie |      |       |
| Média                            | Nat. | Notes |
| Computer Gaming World            | US   | 3/5   |
| Gamekult                         | FR   | 6/10  |
| GameSpot                         | US   | 72 %  |
| Gen4                             | FR   | 13/20 |
| Jeuxvideo.com                    | FR   | 16/20 |
| Joystick                         | FR   | 82 %  |
| PC Gamer US                      | US   | 70 %  |